# Pueblo Nuevo, Salto de Agua
Pueblo Nuevo är en ort i Mexiko.   Den ligger i kommunen Salto de Agua och delstaten Chiapas, i den sydöstra delen av landet, 700 km öster om huvudstaden Mexico City. Pueblo Nuevo ligger 23 meter över havet och antalet invånare är 339.
Terrängen runt Pueblo Nuevo är kuperad åt sydväst, men åt nordost är den platt. Runt Pueblo Nuevo är det ganska glesbefolkat, med 38 invånare per kvadratkilometer. Närmaste större samhälle är Salto de Agua, 5,6 km sydost om Pueblo Nuevo. Trakten runt Pueblo Nuevo består till största delen av jordbruksmark.